# Ditadura de direita
Uma ditadura de direita, por vezes também referida como autoritarismo de direita, é um regime autoritário ou por vezes totalitário que segue políticas de direita. As ditaduras de direita são tipicamente caracterizadas por apelos ao tradicionalismo, à proteção da lei e da ordem e, muitas vezes, à defesa do nacionalismo, e justificam a sua ascensão ao poder com base na necessidade de defender um status quo conservador. Exemplos de ditaduras de direita podem incluir as anticomunistas, como a Alemanha Nazista, a Itália Fascista, o Estado Novo português, a Espanha Franquista, a junta chilena, a junta grega, a ditadura militar brasileira, a junta argentina (ou Processo de Reorganização Nacional); Taiwan sob Chiang Kai-shek, Coreia do Sul quando era liderada por Syngman Rhee, Park Chung-hee e Chun Doo-hwan; ou aquelas que agitam sentimentos antiocidentais, como a Rússia sob Vladimir Putin.

## Características de uma ditadura de direita

### Ditadura militar
Na visão ocidental mais comum, o exemplo perfeito de uma ditadura de direita é qualquer uma daquelas que já governaram a América do Sul. Esses regimes eram predominantemente juntas militares e a maioria delas entrou em colapso na década de 1980. Os países comunistas, que eram muito cautelosos em não revelar ao público os seus métodos autoritários de governo, eram geralmente liderados por governos civis e os oficiais que tomavam o poder não eram lá muito bem-vindos. Poucas exceções incluem o Caminho Birmanês para o Socialismo (Birmânia, 1966–1988), o Conselho Militar de Salvação Nacional (República Popular da Polônia, 1981–1983) ou a evolução do regime norte-coreano ao longo do governo de Kim Il Sung.

### A religião e o governo
Muitos regimes de direita mantiveram fortes laços com instituições clericais locais. Esta política de uma forte aliança Igreja-Estado é muitas vezes referida como fascismo clerical. As ditaduras pró-católicas incluíram o Estado Novo de Portugal (1933–1974) e o Estado Federal da Áustria (1934–1938). Também existem ditaduras clericais no mundo muçulmano, incluindo a República Islâmica do Irã e o Emirado Islâmico do Afeganistão. As monarquias absolutas teocráticas da Arábia Saudita ou da Cidade do Vaticano também partilham muitas semelhanças com os regimes mencionados acima. Muitos deles são/foram liderados por líderes espirituais, como a República Eslovaca sob o reverendo Jozef Tiso ou o Irã sob os aiatolás Khomeini (1979-1989) e Khamenei (1989-presente). Algumas ditaduras de direita, como a Alemanha Nazista, foram até abertamente hostis a certas religiões.

## Ditaduras de direita por região
As políticas autoritárias de vários países podem variar desde partidos e movimentos de centro-direita até à extrema-direita, incluindo alguns que são difíceis de definir. O grau de autoritarismo também pode variar.

### Europa
A existência de ditaduras de direita na Europa está largamente associada à ascensão do fascismo. As condições criadas pela Primeira Guerra Mundial e pelas suas consequências deram lugar às política de socialismo revolucionário e à política reacionária. O fascismo surgiu como parte da reação ao movimento socialista, na tentativa de recriar um status quo ante bellum percebido. As ditaduras de direita na Europa foram, na sua maioria, destruídas com a vitória dos Aliados na Segunda Guerra Mundial, embora algumas tenham continuado a existir no Sul da Europa até à década de 1970.

### Ásia
As ditaduras de direita na Ásia surgiram no início da década de 1930, quando os regimes militares tomaram o poder das democracias e monarquias constitucionais locais. O fenômeno logo se espalhou para outros países com as ocupações militares impulsionadas pela expansão militarista do Império do Japão. Após o fim da Segunda Guerra Mundial, as ditaduras asiáticas de direita assumiram um papel decididamente anticomunista na Guerra Fria, muitas delas apoiadas pelos Estados Unidos.

### América do Norte, Central e do Sul
As ditaduras de direita surgiram em grande parte na América Central e no Caribe durante o início do século XX. Às vezes, surgiram para fazer concessões a empresas americanas como a United Fruit Company, formando regimes que foram descritos como "repúblicas das bananas". As ditaduras de direita norte-americanas foram fundamentais na supressão dos movimentos laborais dos seus países e na instituição de economias corporativistas. Durante a Guerra Fria, estas ditaduras de direita caracterizaram-se por uma ideologia anticomunista distinta e muitas vezes chegaram ao poder através de golpes de estado apoiados pelos EUA.

### África
As ditaduras de direita na África consistem mais frequentemente em juntas militares e ditaduras militares, mas também incluíram regimes que promovem a supremacia branca na África Austral entre as décadas de 1940 e 1990.